# Fox Classics (Australia)
Fox Classics es un canal australiano de cable y satélite que se especializa en series de televisión y películas clásicas sin cortes comerciales, películas con temática de noche y miniseries de los años 1950, 1960, 1970 y algunos de los contenidos a partir de la década de 1980 y 1990.

## Historia
FOX Classics comenzó como un canal compartido con Fox Kids, que se había trasladado de un bloque en FOX8.
Esta versión del canal fue en horas de la noche para Fox Kids en Australia, cuando Fox Kids terminaba en un tiempo específico (por la tarde mayormente), FOX Classics comenzaba. Se trataba, básicamente, de películas clásicas sin cortes comerciales (la mayoría de la biblioteca de 20th Century Fox ), presentado por Bill Collins, quien le daba información adicional y curiosidades a la audiencia, antes y después de la película. Finalmente, Fox Kids fue movido nuevamente a FOX8 el 1° de febrero de 2004 y FOX Classics se convirtió en un canal de 24 horas.
En noviembre de 2008, con el lanzamiento de 111 Hits y el cambio en la dirección del canal a un catálogo de los años 1950, 1960 y 1970, una gran cantidad de nuevos materiales, principalmente comedias fueron trasladados de FOX Classics.

## Programación de Fox Classics
(Algunos programas ya no están al aire actualmente)
- As Time Goes By
- Diagnosis: Murder
- I Love Lucy
- M*A*S*H
- Walker, Texas Ranger
- Gunsmoke
- The Golden Girls
- The Big Valley
- The Benny Hill Show
- Hogans Heroes
- Dad's Army
- Bonanza
- The New Statesman
- Father Ted
- Are You Being Served?
- The Virginian
- One Foot in the Grave
- Some Mothers Do 'Ave 'Em
- To the Manor Born
- Murder, She Wrote
- On the Buses
- 'Allo 'Allo!
- China Beach
- Tour of Duty
- Keeping Up Appearances
- Only Fools and Horses
- Porridge
- The Vicar of Dibley
- Absolutely Fabulous
- Bottom
- Open All Hours
- Jeopardy!

## Programación Anterior
- Everybody Loves Raymond (ahora en TVH!TS)
- 3rd Rock from the Sun (ahora en 111 Greats)
- The Beverly Hillbillies (ahora en 111 Greats)
- Green Acres (ahora en 111 Greats)
- Miami Vice (ahora en 111 Greats)
- Mork & Mindy
- Full House
- Laverne & Shirley
- The Addams Family (movido a 111 Greats en 2014)
- The Odd Couple
- The Waltons
- Mister Ed
- The Rockford Files
- Jake and the Fatman
- Matlock
- Maverick
- MacGyver
- Yes, Minister
- The Mary Tyler Moore Show
- The Honeymooners
- Hart to Hart
- Murphy Brown (ahora en 111 Greats)
- Caroline in the City
- Spin City
- The King of Queens (ahora en 111 Greats)
- Friends (ahora en 111 Greats)
- The Commish
- Home Improvement (ahora en 111 Greats)
- The Drew Carey Show (ahora en111 Greats)
- NYPD Blue (ahora en 111 Greats)
- Hey Dad...!
- Mother and Son
- Kingswood Country